# 8227-es mellékút (Magyarország)
A 8227-es számú mellékút egy közel 13 kilométer hosszú, négy számjegyű mellékút Komárom-Esztergom vármegye déli részén, a Bakonyban. Aka település egyetlen közúti megközelítési útvonala.

## Nyomvonala
Bakonysárkány központjának keleti szélén ágazik ki a 81-es főútból, majdnem pontosan annak 37+800-as kilométerszelvényénél, délnyugat felé. Első métereitől belterületen húzódik, majd mintegy 300 méter után keresztezi a község főutcáját, amely északi irányból, Kisbér felől 8207-es útszámozással húzódik idáig, folytatása már csak önkormányzati út (de évtizedekkel ezelőtt még a mai 81-es főút településeken átvezető, régi nyomvonalának része volt). Nagyjából fél kilométer után keresztezi a Székesfehérvár–Komárom-vasútvonal vágányait, Bakonysárkány vasútállomás térségének északi szélénél, majd nem sokkal ezután kilép a belterületről.
2,9 kilométer után lép át a következő település, Aka területére, a község lakott részeit 5,5 kilométer után éri el. Kossuth Lajos utca, később Táncsics Mihály utca néven végigkanyarog a falu házai között, a település belterületét mintegy 7,5 kilométer megtételét követően, nyugat-északnyugati irányban hagyja el. Később nyugatabbnak fordul, így szeli át, 9,6 kilométer után Ácsteszér keleti határát. A községnek tulajdonképpen csak egy-két külterületi lakott helyét érinti, s a belterület déli peremén ér véget, beletorkollva a 8208-as útba, annak 10+500-as kilométerszelvénye közelében. Majdnem egyenes folytatásaként, e kereszteződéstől néhány lépésnyire indul a 82 117-es számú mellékút Csatka településre.
Teljes hossza, az országos közutak térképes nyilvántartását szolgáló kira.gov.hu adatbázisa szerint 12,685 kilométer.

## Települések az út mentén
- Bakonysárkány
- Aka
- Ácsteszér